# Poligamia en Marruecos
La poligamia en Marruecos es legal, pero muy poco frecuente ante las restricciones introducidas por el gobierno en 2004, en la que exige calificaciones financieras que debe cumplir el marido, para poder tener una segunda esposa. Además, el marido debe poseer la autorización por escrito de su actual cónyuge para tener otra esposa. Si no se cumplen estas reglas y el marido se casa sin el consentimiento de su actual esposa, puede conllevar al arresto del marido.